# Франюк, Владимир Анисимович
Владимир Анисимович Франюк (29 июля 1931, Харьков — 1 ноября 2003, Москва) — советский и российский журналист и писатель

.

## Биография
Владимир Франюк родился в Харькове 29 июля 1931 года. Основное место в его биографии занимало время, проведённое в школе, армии и поисках своего места в жизни. Владимир Франюк работал на строительстве, спортивным инструктором, грузчиком. После демобилизации он попадает в Заполярье, где плавает матросом на рыболовном траулере в Северной Атлантике. Учился в институте кинематографии на сценарном факультете.
Владимир Франюк прошёл жизненный путь от обычного рядового матроса до журналиста. В 1959 году в газете «Водный транспорт» был напечатан его первый рассказ «Своё место», о котором сам Франюк отзывался так:
«Своё место» — это рассказ о поисках человеком своего места в жизни. Человек его находит — находит потому, что не просто выполняет долг, а потому, что нашёл труд себе по душе.Владимир Франюк, «Пора надежд»
В 1962 году издательство «Молодая гвардия» выпустило сборник рассказов «Пора надежд».
Второй книгой Владимира Франюка стала повесть «Круг», написанная по мотивам его биографии, повествующая о работе и жизни моряков–промысловиков. О книге он сам говорил такие слова:
Главное в моей повести — люди. Они мне хорошо знакомы, я их помню и хотел, не стесняя себя документальностью, поправдивее рассказать об очень разных человеческих путях.Владимир Франюк, «Круг»
Следующим его произведением стала 47-страничная остросюжетная повесть «Полированный шкаф» о работе сотрудников уголовного розыска. Повесть была опубликована в журнале «Библиотека Огонёк» издательством «Правда» в 1979 году под номером 2.
В 1974 году журналисты Вадим Чурбанов и Владимир Франюк составили 104-страничный очерк о постройке завода «КамАЗ» в Набережных Челнах. Книга проиллюстрирована редкими фотографиями со стройки завода. Очерк был опубликован издательством «Молодая гвардия». Книга находится в музее «КамАЗа» в Набережных Челнах.
Очерки и документальные повести Владимира Франюка печатались в таких журналах как «Смена», «Человек и закон», «Знамя», «Семья и школа» и др.
В 2022 году вышло переиздание повести «Полированный шкаф» издательством «Ретрофонд» в сборнике «Дело номер 79».
Умер 1 ноября 2003 года в Москве.

### Книги
| Год  | Название                    | Автор(ы) | Издательство      |
| ---- | --------------------------- | --- | ----------------- |
| 1962 | «Пора надежд» (сборник)     | Владимир Франюк | «Молодая гвардия» |
| 1969 | «Круг»                      | Владимир Франюк | «Молодая гвардия» |
| 1974 | «Утро КамАЗа»               | Вадим Чурбанов, Владимир Франюк                                                                                    | «Молодая гвардия» |
| 1979 | «Полированный шкаф»         | Владимир Франюк | «Правда»          |
| 1986 | «Красная линия» (сборник)   | Альберт Кубарев, Нелли Засыпкина, Генрих Кувитанов, Альберт Сперанский, Яков Тавров, Микола Рябый, Владимир Франюк | «Профиздат»       |
| 2002 | «Криминальное танго»        | Владимир Франюк | «АСТ-Пресс книга» |
| 2002 | «Лифтёр»                    | Владимир Франюк | «АСТ-Пресс книга» |
| 2002 | «Маньяк по кличке „Лифтёр“» | Владимир Франюк | «АСТ-Пресс книга» |

### Повести и очерки
- «Крупное литьё»[5] — Знамя, 1985.
- «Конец календарного года»[6] — Наш современник.
- «Встреча в лесу» — Человек и закон.
- «За дверями ЗАГСа»[7] — Человек и закон, 1977.
- «Ленкин «колхоз»[8] — Человек и закон, 1977.
- «Человек на своём месте»[9] — Человек и закон, 1977.
- «100 ударных дней»[10] — Техника — молодёжи, 1973.
- «Звучное имя КамАЗ»[11] — Молодой коммунист, 1970.
- «Гидрошахта»[12] — Смена, 1979.
- «О секретах со всей откровенностью»[13] — Смена, 1980.
- «От весны до весны»[14] — Смена, 1978.
- «Берег работы»[15] — Смена, 1975.
- «Липецкие зори»[16] — Смена, 1973.
- «Так начинается радость»[17] — Смена, 1963.
- «Удильщик с Якиманской набережной» — 1992.
- «Человек с зонтом-тростью» — 1994.
- «Свели концы с концами».